# Teliucu Inferior
Teliucu Inferior es una comuna ubicada en el distrito de Hunedoara, Rumania.

## Superficie
Cuenta con una superficie de 39,50 kilómetros cuadrados.

## Demografía
Hasta 2021 la población era de 2022 habitantes, con una densidad de población de 51,19 habitantes por kilómetro cuadrado.